# شاهزاده دانیل، دوک وستریوتلاند
شاهزاده دانیل سوئد (زادهٔ ۱۹۷۳) شوهر ویکتوریا، ولیعهد سوئد است.
او قبل از ازدواج اش با وارث تاج و تخت، مربی خصوصی و صاحب باشگاه ورزشی بود و شرکتی به نام بلنس ترینینگ با سه سالن ورزش در مرکز استکهلم را اداره می‌کرد.
دانیل هنگامیکه والدینش در بریکباکن می‌زیستند در اربرو (در همان روزی که پدر خانم اش شاه سوئد شد) به دنیا آمد.
او در سال ۲۰۰۲ وقتی مربی خصوصی ولیعهد بود او را دید. در ۱ ژوئن ۲۰۰۸ او به آپارتمان اجاره‌ای یک‌خوابه در ساختمان پاگبیگنادن در محوطه کاخ دروتنینگهلم نقل مکان کرد.
دوک و دوشس فسترگتلاند پس از ازدواج شان به کاخ هاگا نقل مکان کردند.